# Arcadismo
El arcadismo fue una escuela literaria que surgió en Europa en el siglo XVIII entre 1756 y 1825, y que también es denominada setecentismo o neoclasicismo. El nombre "arcadismo" es una referencia a Arcadia, una región campestre del Peloponeso, en la Grecia antigua, que era vista como el lugar ideal de inspiración poética.
La principal característica de esta escuela es la exaltación de la naturaleza y de todo lo relacionado con ella. Por esa razón muchos poetas del arcadismo adoptaron pseudónimos de pastores griegos o latinos. Se caracteriza también por el recurso de esquemas rítmicos más marcados.
Desde una perspectiva más amplia, el arcadismo expresa la crítica de la burguesía a los abusos de la nobleza y del clero practicados en el Antiguo Régimen.
Los burgueses adoraban el mito del hombre natural, en oposición al hombre corrompido por la sociedad. Este fue un concepto originalmente expresado por Jean-Jacques Rousseau, en la figura del “buen salvaje”.

## Contexto histórico y social
El siglo XVIII, también llamado “Siglo de las Luces”, representa una fase de importantes transformaciones en el campo de la cultura europea. En Inglaterra y en Francia se forma una burguesía que pasa a dominar económicamente el Estado, a través del intenso comercio ultramarino y de la proliferación de establecimientos bancarios, enseñoreándose así de una gran parte de la actividad económica. Paralelamente, la antigua nobleza se va progresivamente arruinando, y el clero, con sus interminables polémicas, atrae el descrédito de la iglesia y la religión. Por toda Europa se va esparciendo la influencia del pensamiento ilustrado burgués.
Ese periodo de renovación cultural se caracteriza, en líneas generales, por la valorización de la ciencia y del espíritu racionalista. El método experimental se desarrolla; el análisis crítico de los valores sociales y religiosos se agudiza, provocando debates; hay una gran confianza en la capacidad del hombre en promover el progreso social (creencia en que el bienestar colectivo solo puede venir de la razón), y la tendencia de liberar el universo cultural de la influencia de la religión se acentúa cada vez más.
En Francia, en 1751, comienzan a ser publicados los volúmenes de la Enciclopedia, que reunió a pensadores como Voltaire, Diderot, D'Alembert, Montesquieu, Rousseau, y que puede ser considerada el símbolo de la nueva postura intelectual. La segunda mitad del siglo viene marcada por la Revolución Industrial en Gran Bretaña, por el aumento de la urbanización, y por la independencia de Estados Unidos (1776). Esta, por su parte, dará forma a los movimientos de revueltas en muchas colonias de América Latina.
En Italia esa influencia cultural y política adquirió una forma particular, conocida como arcadismo. La cual se inspiraba en una legendaria región de Grecia antigua. Según la leyenda, la Arcadia estaba regida por el dios Pan y habitada por pastores que, viviendo de modo simple y espontáneo, se divertían cantando, realizando disputas poéticas y gozando del amor y del placer.

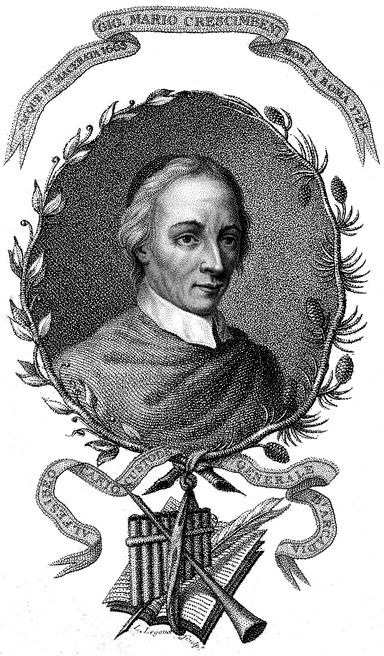
Giovanni Crescimbeni, dibujo realizado alrededor de 1790

Los italianos, buscando imitar la leyenda griega, por inspiración de Giovanni Maria Crescimbeni di Macerata, crearon la "Arcadia" el 5 de octubre de 1690 - una academia literaria que reunía escritores con la finalidad de combatir el Barroco y difundir los ideales neoclásicos. Para ser coherentes con ciertos principios, como la sencillez y la  igualdad, los cultos literatos arcádicos usaban ropas y pseudónimos de pastores griegos y se reunían en parques y jardines para gozar la vida natural. Surgió así en el teatro la novedad del melodrama, con "Metastásio", y un nuevo tipo de tragedia, con "Mérope", de Maffei .

## Características del arcadismo
El arcadismo se constituye como una forma de literatura más simple, oponiéndose a las exageraciones y adornos del Barroco, expresado  a través de expresiones en latín. Sus temas son simples y comunes a los seres humanos, como el amor, la muerte, el matrimonio, la soledad. Las situaciones más frecuentes presentan un pastor abandonado por la amada, triste y quejumbroso. Es la "aurea mediocritas" ("mediocridad áurea"), que simboliza la valorización de las cosas cotidianas, focalizadas por la razón.
Los autores retornan a los modelos clásicos de la Antigüedad greco-latina y a los renascentistas, razón por la cual el movimiento  también se le conoce como neoclásico. Sus autores creían que el arte era una copia de la naturaleza, reflejada a través de la tradición clásica. De ahí la presencia de la mitología pagana, además del recurso de las frases latinas.
Inspirados en la frase del escritor latino Horácio "fugere urbem" ("huir de la ciudad"), e imbuidos de la teoría del "buen salvaje" de Jean-Jacques Rousseau, los autores arcadios se vuelven hacia la naturaleza en búsqueda de una vida simple, bucólica, pastoril, del "locus amoenus", del refugio ameno en oposición a los centros urbanos dominados por el Antiguo Régimen, por el absolutismo monárquico.
Esa búsqueda configuraba solo un estado de espíritu, una posición política e ideológica, a la vez que esos autores vivían en los centros urbanos y, burgueses como eran, mantenían allí sus intereses económicos. Por se habla de "farsa poética" en el arcadismo, hecho que se muestra en el uso de los pseudónimos pastoriles.
Además, delante de lo efímero de la vida, defienden el "carpe diem", por el cual el pastor, conocedor de la brevedad del tiempo, invita a su pastora a gozar el momento presente.
En cuanto a la forma, usan en muchas ocasiones sonetos con versos decasílabos, rima optativa y la tradición de la poesía épica.
Otras características importantes son:
- valorización de la vida en el campo (bucolismo)
- Fugere urbem (crítica a la vida en los centros urbanos)
- objetividad
- idealización de la mujer amada
- inutilia truncat (cortar lo inútil)
- locus amoenus (lugar ameno)
- convencionalismo amoroso
- aurea mediocritas (mediocridad áurea u oro mediocre)
- lenguaje simple
- uso de pseudónimos a menudo
- pastoralismo